# Балка (рельеф)

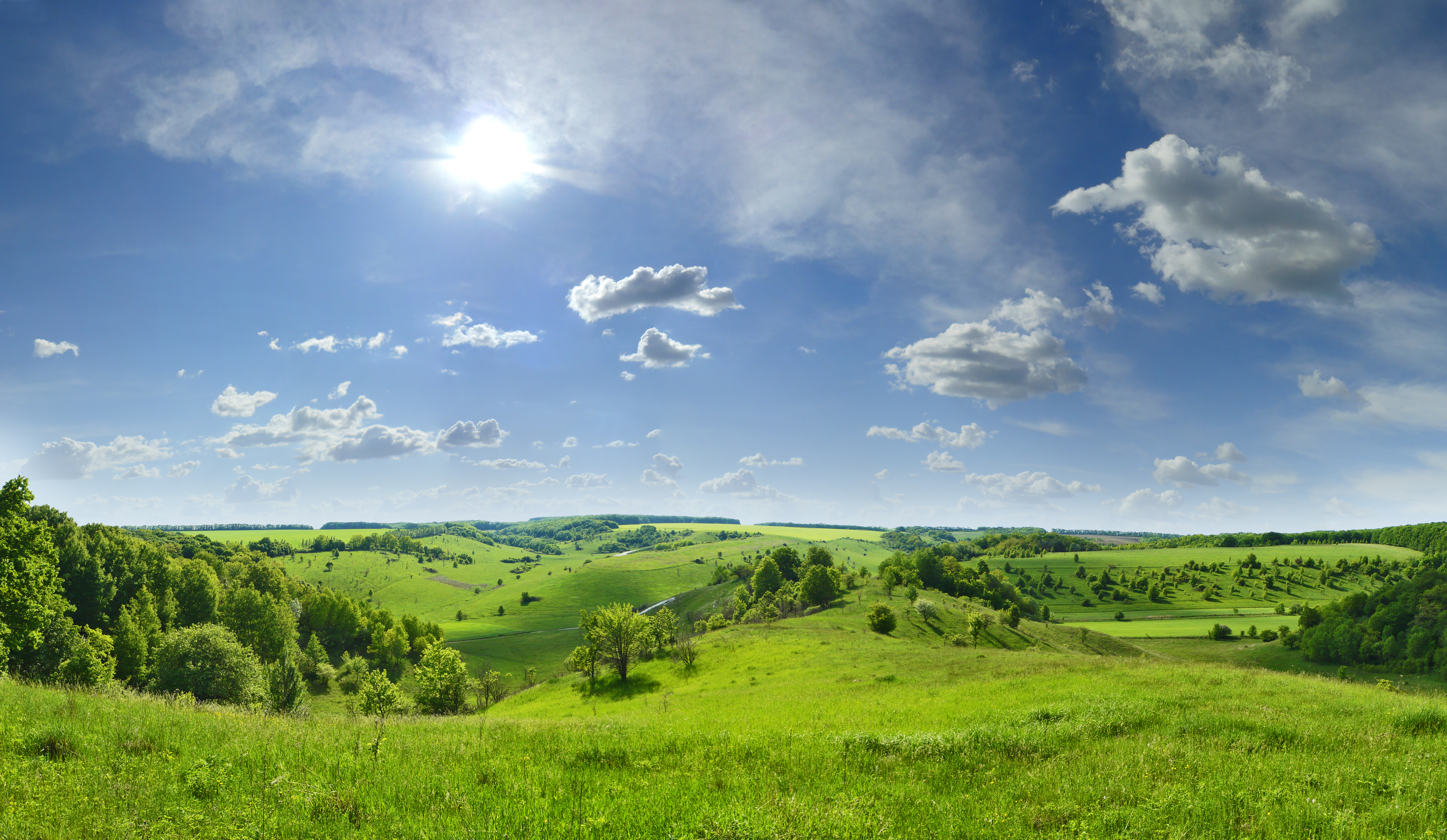
Балка Каменный лог. Юг Среднерусской возвышенности

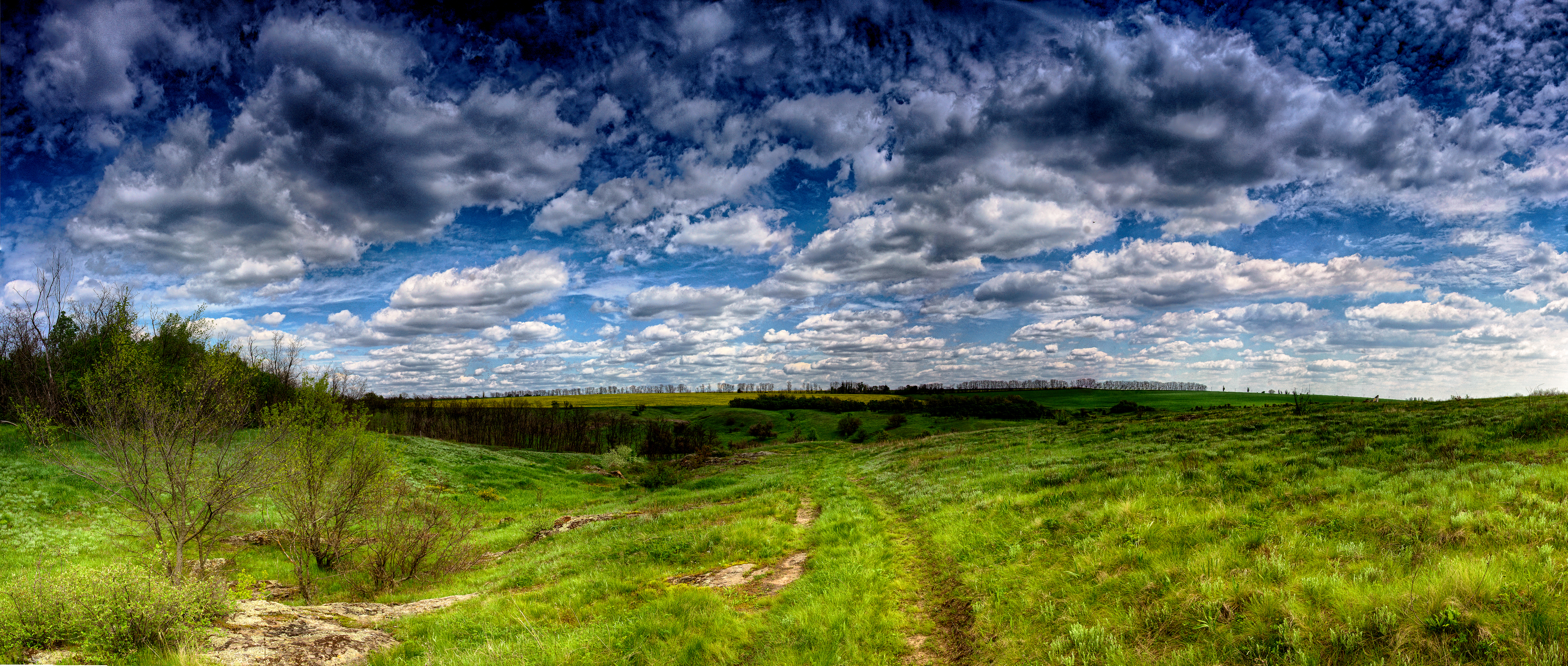
Целинная балка Вербовая, Вольнянский район Запорожской области

Ба́лка (байрак, лог, яр) — сухая или с временным водотоком долина с задернованными склонами.
Высохшие русла рек образуют балки в степных районах. Балки имеют полого-вогнутое дно, часто без выраженного русла, склоны выпуклые, плавно переходящие в водораздельные пространства. Чётко выраженная вершина обычно отсутствует, ложбина плавно переходит в балку.
Длина балок обычно — от сотен метров до 20—30 километров, глубина — от нескольких метров до десятков метров, ширина — до сотен метров. 
Склоны и донья задернованы и часто покрыты кустарником или лесом, при истреблении которых балки становятся очагами ускоренной эрозии; донная эрозия распространена в балках. Чаще развиваются из оврагов, но могут возникать и без овражной стадии. Обычны для возвышенностей и равнин лесостепи и степи. Балки возвышенностей могут иметь на склонах скальные обнажения. Это характерно, например, для балок Донецкого кряжа, где сами балки повсеместно являются характерным элементом природного ландшафта.
В отличие от балок, у оврагов донья и склоны не задернованы и подвержены эрозии.